# Savenay
Savenay – miejscowość i gmina we Francji, w regionie Kraj Loary, w departamencie Loara Atlantycka.
Według danych na rok 2010 gminę zamieszkiwało 7565 osób, a gęstość zaludnienia wynosiła 290 osób/km².